# Pythonides
For the obsolete snake taxon, see Pythonidae.
Pythonides là một chi bướm ngày thuộc họ Bướm nâu.